# Hyphydrus aubei
Hyphydrus aubei är en skalbaggsart som beskrevs av Ludwig Ganglbauer 1891. Hyphydrus aubei ingår i släktet Hyphydrus och familjen dykare. Inga underarter finns listade i Catalogue of Life.